# Вессель, Бернхард
Бе́рнхард Ве́ссель (нем. Bernhard Wessel; 20 августа 1936, Зенденхорст, Вестфалия — 25 июня 2022) — западногерманский футболист, играл на позиции вратаря.

## Биография

### Игровая карьера
В течение 10 сезонов Вессель играл за дортмундскую «Боруссию», в составе которой выиграл чемпионский титул в 1963 году, а также Кубок Германии в 1965 году. Помимо этого, Вессель в 1966 году выиграл Кубок обладателей кубков, когда в финале был обыгран английский «Ливерпуль» со счётом 2:1.
Долгие годы Вессель оставался резервным вратарём на фоне Хайнца Квятковского и Ханса Тильковского. Всего за «шмелей» во всех турнирах сыграл 134 матча. В 1969 году завершил карьеру из-за травмы паха.

### Смерть
Скончался 25 июня 2022 года в возрасте 85 лет.

## Достижения
«Боруссия» (Дортмунд)
- Чемпион ФРГ (1): 1962/63
- Обладатель Кубка Германии (1): 1964/65
- Обладатель Кубка обладателей кубков УЕФА (1): 1966